# SV Darmstadt 98/Saison 2011/12
Die Saison 2011/12 des SV Darmstadt 98 war die 114. Saison in der Vereinsgeschichte und nach der Meisterschaft in der Regionalliga 2010/11 die erste Saison in der 2008 eingeführten, eingleisigen 3. Fußball-Liga. Mit dem 14. Tabellenplatz konnte der Klassenerhalt in der 3. Fußball-Liga 2011/12 erreicht werden.
Dass man in dieser Saison nicht am DFB-Pokal-Wettbewerb teilnehmen konnte, war noch immer auf die Kreispokalniederlage der Saison 2009/10 zurückzuführen. Die Kreispokalniederlage der Saison 2010/11 hingegen wurde irrelevant, da der Verein als Drittligist fortan nicht mehr an Kreispokal und Regionalpokal teilnehmen musste und sich automatisch für den Hessenpokal qualifizierte. Dort unterlag man jedoch im Viertelfinale dem Ligakonkurrenten Kickers Offenbach und verpasste die Teilnahme am DFB-Pokal der Folgesaison.

## Verlauf der Saison

### Personalveränderungen und Saisonvorbereitung
Von der Meistermannschaft der Regionalliga 2010/11 blieben dem Verein wichtige Stammspieler wie Torwart Jan Zimmermann, die Abwehrspieler Fouad Brighache und Cem İslamoğlu, im Mittelfeld Uwe Hesse, Sascha Amstätter und Henry Onwuzuruike sowie der Topstürmer der Vorsaison Oliver Heil erhalten. Andere Aufstiegshelden suchten sich neue Herausforderungen: Yannick Stark wechselte in die 2. Bundesliga zum FSV Frankfurt, Sven Sökler zum 1. FC Saarbrücken und Vorsaison-Kapitän Boris Kolb kam beim SV Wehen Wiesbaden II unter. Auch die erst in der Winterpause gekommenen Michael Schürg (zu Wormatia Worms), Nikolaos Nakas (zum RSV Weyer) und Abdelaziz Ahanfouf (zum SV Germania Babenhausen) erhielten keinen Vertrag für die neue Drittligasaison.
Mit Rudi Hübner und Christian Beisel kehrten zwei ehemalige Lilien nach mehreren Jahren zurück ans Böllenfalltor. Vom direkten Hessenderbyrivalen KSV Hessen Kassel wechselte Kevin Wölk zum SV Darmstadt 98, der trotz des verpassten Aufstiegs der Kasseler so nun drittklassig spielen konnte und gute Leistungen zeigte. Doch auch weitere Sommertransfers wie Julian Ratei, Andreas Gaebler, Danny Latza, Benjamin Baier, Matthias Heckenberger, Preston Zimmerman und Marcus Steegmann sollten sich in den kommenden Monaten als Stammspieler herauskristallisieren. Spieler wie Fabian Broghammer, Christopher Hübner oder Dimitry Imbongo Boele schienen Trainer Kosta Runjaic hingegen nicht dauerhaft zu überzeugen.
Alle zehn Testspiele der Saisonvorbereitung wurden ausnahmslos gewonnen. Darunter befanden sich drei Kreisligisten und noch weitere unterklassige Gegner, aber auch die Philippinische Fußballnationalmannschaft (5:0) und der Erstligist 1. FSV Mainz 05 (4:1) wurden in den Testspielen geschlagen.

### Hinrunde
Der SV Darmstadt 98 startete mit einer Heimniederlage gegen den VfL Osnabrück (0:1) in die Saison, gefolgt von einem 1:1 beim VfR Aalen, in denen die Lilien bis zur 90. Minute mit 1:0 führten und erst dann den 1:1-Ausgleich hinnehmen mussten. Das erste Tor für Darmstadt in der 3. Fußball-Liga schoss Benjamin Baier. Nach einer Auswärtsniederlage gegen den SV Sandhausen (0:2) konnten dann die darauffolgenden Spiele gegen Arminia Bielefeld (5:1) und SV Wehen Wiesbaden (1:0) gewonnen werden, was die beste Saisonplatzierung, den achten Tabellenplatz, zufolge hatte. Es folgten drei Niederlage und ein Sieg gegen Preußen Münster (2:1), ehe man am 2. Oktober 2011 den langjährigen Erzrivalen Kickers Offenbach nach vielen Jahren wieder in einem Ligaspiel begegnete. Doch vor 15.000 Zuschauern im Stadion am Böllenfalltor endete die Partei sportlich eher ernüchternd 0:0. Nach weiteren zwei Niederlagen folgten drei Siege und drei Unentschieden, ehe man sich mit zwei weiteren Niederlagen und Tabellenplatz 17 in die Winterpause verabschiedete.

### Rückrunde
In der Winterpause verließen Fabian Broghammer und Ersatztorhüter Joel Samake den Verein, Jonas Grüter wechselte zur 2. Mannschaft, dem SV Darmstadt 98 II in die sechstklassige Verbandsliga. Einziger Winterneuzugang war Verteidiger Marko Kopilas von Kickers Offenbach. Nach einem Trainingslager im türkischen Belek und weiteren Testspielen, wie dem 0:0 gegen Erstligisten VfB Stuttgart sowie einem 5:2-Sieg gegen den Zweitligisten Karlsruher SC gewann man das erste Drittligaspiel im Kalenderjahr mit 4:1 gegen den SV Sandhausen. Nach zwei Niederlagen und einem Unentschieden in der 3. Liga traf man im Hessenpokal Viertelfinale auf den Ligakonkurrenten Kickers Offenbach, doch wie zuvor in der  Liga blieb die Begegnung torlos. So folgte nach 120 Minuten inklusive Verlängerung ein Elfmeterschießen, in dem die Darmstädter zwischenzeitlich vorne lagen, doch am Ende mit 7:8 ausschieden, da der Schuss von Dimitry Imbongo Boele gehalten wurde, im Anschluss aber Stefano Cincotta an seinem 21. Geburtstag zur Entscheidung traf.
Im Anschluss folgten zwei Siege in Folge gegen den 1. FC Saarbrücken (1:0) und Preußen Münster (2:1), eine Niederlage gegen den SSV Jahn Regensburg (1:2) und ein Sieg gegen den 1. FC Heidenheim (2:1), ehe die Lilien in fünf Spielen in Folge Unentschieden spielten: Dreimal 1:1, zweimal 0:0, darunter das Ligarückspiel gegen Offenbach. Nach einer Niederlage gegen den FC Carl Zeiss Jena (1:2), konnte am 36. und damit drittletzten Spieltag, am 21. April 2012, mit einem 3:1-Heimsieg gegen den SV Babelsberg 03 der Klassenerhalt perfekt gemacht werden. Die Tore für Darmstadt schossen Preston Zimmerman (7., 45.) und Rudi Hübner (66.), den Anschlusstreffer für Babelsberg zum 3:1-Endstand erzielte Dominik Stroh-Engel (81.), welcher zwei Jahre später, dann für den SV Darmstadt 98, Rekordtorschütze der 3. Liga werden würde. Mit einem Sieg gegen Werder Bremen II (4:0) und einem Remis gegen den VfB Stuttgart II (2:2) schlossen die Lilien die Saison auf dem 14. Tabellenplatz ab.

## Personalien

### Sportliche Leitung und Vereinsführung
| Name                      | Funktion                  |
| Trainer- und Betreuerstab | Trainer- und Betreuerstab |
| ------------------------- | ------------------------- |
| Kosta Runjaic             | Cheftrainer               |
| Tuncay Nadaroğlu          | Co-Trainer                |
| Thomas Zampach            | Co-Trainer                |
| Dr. med. Michael Weingart | Mannschaftsarzt           |
| Dirk Schmitt              | Physiotherapeut           |
| Helmut Koch               | Betreuer                  |
| Utz Pfeiffer              | Betreuer                  |
| Präsidium                 |                           |
| Hans Kessler              | Präsident                 |
| Rüdiger Fritsch           | Vize-Präsident            |
| Markus Pfitzner           | Vize-Präsident            |
| Tom Eilers                | Lizenzspielerbereich      |
| Anne Baumann              | Finanzen                  |
| Wolfgang Arnold           | Amateurabteilungen        |

### Kader
| Kader Saison 2011/12 | Kader Saison 2011/12  | Kader Saison 2011/12         | Kader Saison 2011/12 | Kader Saison 2011/12   | Kader Saison 2011/12 | Kader Saison 2011/12 |
| Nr.                  | Spieler               | Nat.                         | Geburtsdatum         | vorheriger Verein      | Ligaspiele           | Ligatore             |
| Torhüter             | Torhüter              | Torhüter                     | Torhüter             | Torhüter               | Torhüter             | Torhüter             |
| -------------------- | --------------------- | ---------------------------- | -------------------- | ---------------------- | -------------------- | -------------------- |
| 01                   | Jan Zimmermann        | Deutschland                  | 19.04.1985           | Eintracht Frankfurt    | 38                   | 0                    |
| 21                   | Joel Samake           | Mali                         | 15.08.1986           | FSV Oggersheim         | 0                    | 0                    |
| 28                   | David Salfeld         | Deutschland                  | 02.11.1990           | Rot-Weiss Frankfurt    | 0                    | 0                    |
| 29                   | Thomas Bromma         | Deutschland                  | 22.09.1992           | SSV Ulm 1846           | 0                    | 0                    |
| Abwehr               |                       |                              |                      |                        |                      |                      |
| 02                   | Julian Ratei          | Deutschland                  | 12.07.1988           | TSV 1860 München       | 18                   | 1                    |
| 04                   | Fouad Brighache       | Marokko                      | 10.05.1982           | Kickers Offenbach      | 38                   | 0                    |
| 05                   | Andreas Gaebler       | Deutschland                  | 17.04.1984           | SV Wilhelmshaven       | 36                   | 4                    |
| 06                   | Christian Beisel      | Deutschland                  | 08.12.1982           | 1. FC Heidenheim       | 17                   | 1                    |
| 08                   | Jonas Grüter          | Deutschland                  | 01.02.1986           | FC Bayern Alzenau      | 2                    | 0                    |
| 15                   | Marko Kopilas         | Kroatien                     | 22.07.1983           | Kickers Offenbach      | 7                    | 0                    |
| 16                   | Markus Brüdigam       | Deutschland                  | 07.04.1986           | Viktoria Aschaffenburg | 11                   | 0                    |
| 25                   | Nikola Mladenovic     | Serbien                      | 16.06.1992           | 1. FSV Mainz 05        | 1                    | 0                    |
| 53                   | Cem İslamoğlu         | Turkei                       | 04.09.1980           | SV Elversberg          | 30                   | 1                    |
| Mittelfeld           |                       |                              |                      |                        |                      |                      |
| 10                   | Daniele Toch          | Deutschland                  | 13.11.1987           | Karlsruher SC          | 2                    | 0                    |
| 11                   | Fabian Broghammer     | Deutschland                  | 14.01.1990           | VfB Stuttgart          | 2                    | 0                    |
| 14                   | Uwe Hesse             | Deutschland                  | 16.12.1987           | SG Dornheim            | 36                   | 4                    |
| 17                   | Matthias Heckenberger | Deutschland                  | 09.11.1982           | 1. FC Nürnberg         | 19                   | 1                    |
| 18                   | Danny Latza           | Deutschland                  | 07.12.1989           | FC Schalke 04          | 36                   | 6                    |
| 19                   | Christopher Hübner    | Deutschland                  | 15.11.1986           | SV Wehen Wiesbaden     | 9                    | 0                    |
| 20                   | Henry Onwuzuruike     | Nigeria                      | 26.12.1979           | SSV Ulm 1846           | 16                   | 0                    |
| 22                   | Sascha Amstätter      | Deutschland                  | 08.11.1977           | SV Wehen Wiesbaden     | 17                   | 0                    |
| 23                   | Benjamin Baier        | Deutschland                  | 23.07.1988           | RB Leipzig             | 36                   | 3                    |
| 24                   | Kevin Wölk            | Deutschland                  | 28.05.1985           | Rot Weiss Ahlen        | 27                   | 5                    |
| 61                   | Burak Bilgin          | Turkei                       | 19.07.1992           | 1. FSV Mainz 05        | 2                    | 0                    |
| Angriff              |                       |                              |                      |                        |                      |                      |
| 07                   | Preston Zimmerman     | Vereinigte Staaten           | 21.11.1988           | 1. FSV Mainz 05        | 29                   | 6                    |
| 09                   | Marcus Steegmann      | Deutschland                  | 04.02.1981           | TuS Koblenz            | 33                   | 10                   |
| 10                   | Dimitry Imbongo Boele | Kongo Demokratische Republik | 28.03.1990           | TSV 1860 München       | 13                   | 0                    |
| 13                   | Rudi Hübner           | Deutschland                  | 15.06.1986           | Wormatia Worms         | 27                   | 4                    |
| 43                   | Oliver Heil           | Deutschland                  | 19.06.1988           | SV Waldhof Mannheim    | 25                   | 4                    |

### Transfers

#### Transfers Winter 2011/12
| Marko Kopilas | Kickers Offenbach |

| Fabian Broghammer | FC Bayern Alzenau  |
| Jonas Grüter      | SV Darmstadt 98 II |
| Joel Samake       | IFK Mariehamn      |

#### Transfers Sommer 2011
| Benjamin Baier        | RB Leipzig            |
| Christian Beisel      | 1. FC Heidenheim      |
| Burak Bilgin          | SV Darmstadt 98 U19   |
| Dimitry Imbongo Boele | TSV 1860 München II   |
| Fabian Broghammer     | VfB Stuttgart II      |
| Thomas Bromma         | SSV Ulm 1846 II       |
| Andreas Gaebler       | SV Wilhelmshaven      |
| Matthias Heckenberger | 1. FC Nürnberg II     |
| Christopher Hübner    | SV Wehen Wiesbaden II |
| Rudi Hübner           | Wormatia Worms        |
| Danny Latza           | FC Schalke 04 II      |
| Nikola Mladenovic     | SV Darmstadt 98 U19   |
| Julian Ratei          | TSV 1860 München II   |
| David Salfeld         | Rot-Weiss Frankfurt   |
| Marcus Steegmann      | TuS Koblenz           |
| Kevin Wölk            | Rot Weiss Ahlen       |
| Preston Zimmerman     | 1. FSV Mainz 05 II    |

| Tunay Acar         | Bursaspor               |
| Abdelaziz Ahanfouf | SV Germania Babenhausen |
| Hassan Amin        | Eintracht Frankfurt II  |
| Timo Becker        | SV Wehen Wiesbaden II   |
| Christian Henel    | Wormatia Worms          |
| Boris Kolb         | SV Wehen Wiesbaden II   |
| Glody Kuba         | TuS Mayen               |
| Nikolaos Nakas     | RSV Weyer               |
| Muharrem Reka      | Rot-Weiß Darmstadt      |
| Michael Schürg     | Wormatia Worms          |
| Sven Sökler        | 1. FC Saarbrücken       |
| Yannick Stark      | MSV Duisburg w.a.       |
| Daniele Toch       | Wormatia Worms          |
| Haluk Türkeri      | MSV Duisburg II         |

## Spiele

### 3. Liga
Die Tabelle listet alle Spiele des Vereins in der 3. Fußball-Liga 2011/12 auf. Siege sind grün, Unentschieden sind gelb und Niederlagen sind rot hinterlegt.
| ST | Datum              | Gegner              | Platz    | Ort                                           | Zuschauer | Ergebnis  | Tore |
| -- | ------------------ | ------------------- | -------- | --------------------------------------------- | --------- | --------- | --- |
| 1  | 23. Juli 2011      | VfL Osnabrück       | Heim     | Stadion am Böllenfalltor, Darmstadt           | 8.000     | 0:1 (0:0) | 0:1 Idabdelhay (74.)                                                                                              |
| 2  | 2. August 2011     | VfR Aalen           | Auswärts | Scholz-Arena, Aalen                           | 4.053     | 1:1 (0:1) | 0:1 Baier (17.), 1:1 Calamita (90.)                                                                               |
| 3  | 6. August 2011     | SV Sandhausen       | Auswärts | Hardtwaldstadion, Sandhausen                  | 2.500     | 2:0 (2:0) | 1:0 Schulz (17.), 2:0 Löning (40.)                                                                                |
| 4  | 13. August 2011    | Arminia Bielefeld   | Heim     | Stadion am Böllenfalltor, Darmstadt           | 8.400     | 5:1 (3:0) | 1:0 Steegmann (3.), 2:0 Heckenberger (17.), 3:0 Latza (45.), 3:1 Hille (63.), 4:1 R. Hübner (75.), 5:1 Wölk (89.) |
| 5  | 16. August 2011    | SV Wehen Wiesbaden  | Auswärts | Brita-Arena, Wiesbaden                        | 5.201     | 0:1 (0:1) | 0:1 Latza (38.)                                                                                                   |
| 6  | 20. August 2011    | SSV Jahn Regensburg | Heim     | Stadion am Böllenfalltor, Darmstadt           | 8.200     | 1:1 (1:0) | 1:0 Wölk (1.), 1:1 T. Schweinsteiger (71.)                                                                        |
| 7  | 27. August 2011    | FC Rot-Weiß Erfurt  | Auswärts | Steigerwaldstadion, Erfurt                    | 4.978     | 2:0 (1:0) | 1:0 Reichwein (31.), 2:0 Caillas (79.)                                                                            |
| 8  | 10. September 2011 | Wacker Burghausen   | Heim     | Stadion am Böllenfalltor, Darmstadt           | 5.800     | 2:3 (2:0) | 1:0 Hesse (8.), 2:0 Ratei (20.), 2:1 Mokhtari (48.), 2:2 Senesie (50.), 2:3 Schwarz (82.)                         |
| 9  | 13. September 2011 | 1. FC Saarbrücken   | Auswärts | Ludwigsparkstadion, Saarbrücken               | 5.296     | 4:0 (1:0) | 1:0 Wurtz (21.), 2:0 Eggert (66.), 3:0 Laux (78.), 4:0 Wurtz (83.)                                                |
| 10 | 17. September 2011 | Preußen Münster     | Heim     | Stadion am Böllenfalltor, Darmstadt           | 5.000     | 2:1 (1:1) | 1:0 Zimmerman (28.), 1:1 Vunguidica (40.), 2:1 Latza (71.)                                                        |
| 12 | 2. Oktober 2011    | Kickers Offenbach   | Heim     | Stadion am Böllenfalltor, Darmstadt           | 15.000    | 0:0 (0:0) | — |
| 11 | 8. Oktober 2011    | 1. FC Heidenheim    | Auswärts | Voith-Arena, Heidenheim an der Brenz          | 6.200     | 2:1 (1:0) | 1:0 Frommer (17.), 1:1 Steegmann (50.), 2:1 Göhlert (88.)                                                         |
| 13 | 14. Oktober 2011   | SpVgg Unterhaching  | Auswärts | Generali-Sportpark, Unterhaching              | 1.500     | 1:0 (0:0) | 1:0 Kanca (87.)                                                                                                   |
| 14 | 22. Oktober 2011   | Chemnitzer FC       | Heim     | Stadion am Böllenfalltor, Darmstadt           | 5.800     | 2:1 (1:0) | 1:0 R. Hübner (41.), 1:1 Wilke (61.), 2:1 Latza (75.)                                                             |
| 15 | 29. Oktober 2011   | Rot-Weiß Oberhausen | Auswärts | Stadion Niederrhein, Oberhausen               | 4.120     | 1:1 (0:1) | 0:1 Baier (45.), 1:1 Willers (89.)                                                                                |
| 16 | 4. November 2011   | FC Carl Zeiss Jena  | Heim     | Stadion am Böllenfalltor, Darmstadt           | 6.100     | 3:0 (0:0) | 1:0 Steegmann (60.), 2:0 Baier (71.), 3:0 Steegmann (73.)                                                         |
| 17 | 19. November 2011  | SV Babelsberg 03    | Auswärts | Karl-Liebknecht-Stadion, Babelsberg           | 2.033     | 1:1 (0:1) | 0:1 Steegmann (37., Elfmeter), 1:1 Makarenko (84.)                                                                |
| 18 | 27. November 2011  | Werder Bremen II    | Heim     | Stadion am Böllenfalltor, Darmstadt           | 4.500     | 2:0 (1:0) | 1:0 Steegmann (27., Elfmeter), 2:0 Latza (68.)                                                                    |
| 19 | 2. Dezember 2011   | VfB Stuttgart II    | Auswärts | Gazi-Stadion auf der Waldau, Stuttgart        | 800       | 1:1 (1:0) | 1:0 Hemlein (14.), 1:1 Steegmann (75., Elfmeter)                                                                  |
| 20 | 11. Dezember 2011  | VfR Aalen           | Heim     | Stadion am Böllenfalltor, Darmstadt           | 4.000     | 1:2 (0:2) | 0:1 Hofmann (6.), 0:2 Dausch (33.), 1:2 Heil (74.)                                                                |
| 21 | 17. Dezember 2011  | VfL Osnabrück       | Auswärts | Osnatel-Arena, Osnabrück                      | 7.200     | 4:1 (2:0) | 1:0 Hudec (20.), 2:0 Glockner (22., Elfmeter), 3:0 Kotuljac (50.), 3:1 Steegmann (70.), 4:1 Wegkamp (73.)         |
| 22 | 21. Januar 2012    | SV Sandhausen       | Heim     | Stadion am Böllenfalltor, Darmstadt           | 4.000     | 4:1 (0:0) | 1:0 Wölk (50.), 2:0 Gaebler (60.), 2:1 Klotz (68.), 3:1 Heil (71.), 4:1 Latza (75.)                               |
| 23 | 28. Januar 2012    | Arminia Bielefeld   | Auswärts | SchücoArena, Bielefeld                        | 8.168     | 3:2 (1:0) | 1:0 Klos (34.), 2:0 Klos (49.), 3:0 J. Rahn (59.), 3:1 Zimmerman (82.), 3:2 Heil (87.)                            |
| 24 | 4. Februar 2012    | SV Wehen Wiesbaden  | Heim     | Stadion am Böllenfalltor, Darmstadt           | 4.000     | 0:1 (0:1) | 0:1 Wohlfarth (34.)                                                                                               |
| 27 | 25. Februar 2012   | Wacker Burghausen   | Auswärts | Wacker-Arena, Burghausen                      | 2.600     | 1:1 (1:0) | 1:0 Mokhtari (36.), 1:1 Wölk (65.)                                                                                |
| 28 | 4. März 2012       | 1. FC Saarbrücken   | Heim     | Stadion am Böllenfalltor, Darmstadt           | 6.000     | 1:0 (0:0) | 1:0 Gaebler (82.)                                                                                                 |
| 29 | 10. März 2012      | Preußen Münster     | Auswärts | Preußenstadion, Münster                       | 5.572     | 1:2 (1:0) | 1:0 Vunguidica (26.), 1:1 Zimmerman (54.), 1:2 Hesse (84.)                                                        |
| 25 | 13. März 2012      | SSV Jahn Regensburg | Auswärts | Jahnstadion, Regensburg                       | 2.104     | 2:1 (0:1) | 0:1 Wölk (9.), 1:1 Laurito (51.), 2:1 Alibaz (69.)                                                                |
| 30 | 17. März 2012      | 1. FC Heidenheim    | Heim     | Stadion am Böllenfalltor, Darmstadt           | 6.000     | 2:1 (2:0) | 1:0 R. Hübner (1.), 2:0 Zimmerman (15.), 2:1 Schnatterer (82.)                                                    |
| 31 | 24. März 2012      | Kickers Offenbach   | Auswärts | Sparda-Bank-Hessen-Stadion, Offenbach am Main | 8.870     | 1:1 (0:1) | 0:1 Zimmerman (39.), 1:1 K. Hesse (82.)                                                                           |
| 26 | 26. März 2012      | FC Rot-Weiß Erfurt  | Heim     | Stadion am Böllenfalltor, Darmstadt           | 6.300     | 1:1 (1:1) | 0:1 Reichwein (32.), 1:1 Heil (38.)                                                                               |
| 32 | 31. März 2012      | SpVgg Unterhaching  | Heim     | Stadion am Böllenfalltor, Darmstadt           | 4.500     | 0:0 (0:0) | — |
| 33 | 8. April 2012      | Chemnitzer FC       | Auswärts | Stadion an der Gellertstraße, Chemnitz        | 8.300     | 0:0 (0:0) | — |
| 34 | 11. April 2012     | Rot-Weiß Oberhausen | Heim     | Stadion am Böllenfalltor, Darmstadt           | 4.300     | 1:1 (1:1) | 1:0 Gaebler (12., Elfmeter), 1:1 Jansen (38.)                                                                     |
| 35 | 14. April 2012     | FC Carl Zeiss Jena  | Auswärts | Ernst-Abbe-Sportfeld, Jena                    | 4.547     | 2:1 (2:1) | 1:0 Pichinot (1.), 1:1 Beisel (4.), 2:1 Šimák (39.)                                                               |
| 36 | 21. April 2012     | SV Babelsberg 03    | Heim     | Stadion am Böllenfalltor, Darmstadt           | 5.600     | 3:1 (2:0) | 1:0 Zimmerman (7.), 2:0 Zimmerman (45.), 3:0 R. Hübner (66.), 3:1 Stroh-Engel (81.)                               |
| 37 | 28. April 2012     | Werder Bremen II    | Auswärts | Weserstadion Platz 11, Bremen                 | 427       | 0:4 (0:2) | 0:1 Hesse (6.), 0:2 Hesse (24.), 0:3 Steegmann (80.), 0:4 Gaebler (90.)                                           |
| 38 | 5. Mai 2012        | VfB Stuttgart II    | Heim     | Stadion am Böllenfalltor, Darmstadt           | 4.400     | 2:2 (2:1) | 1:0 İslamoğlu (3.), 2:0 Steegmann (40.), 2:1 Janzer (45.), 2:2 Holzhauser (84.)                                   |

### Hessenpokal
Das Spiel im Hessenpokal 2011/12 des SV Darmstadt 98 ist nachfolgend aufgeführt. Als Drittligist war der Verein automatisch für diesen Wettbewerb qualifiziert. Im Viertelfinale traf man auf den Ligakonkurrenten Kickers Offenbach und das Spiel wurde in Offenbach ausgetragen. Nach 120 torlosen Minuten inklusive Verlängerung folgte ein Elfmeterschießen, in dem die Darmstädter zwischenzeitlich vorne lagen, doch am Ende mit 7:8 ausschieden, da der Schuss von Dimitry Imbongo Boele gehalten wurde, im Anschluss aber Stefano Cincotta an seinem 21. Geburtstag zur Entscheidung traf und Darmstadt sich so nicht mehr für den DFB-Pokalwettbewerb 2012/13 qualifizieren konnte.
| Runde         | Datum            | Gegner            | Liga des Gegners | Platz    | Ort                                           | Zuschauer | Ergebnis                  | Tore |
| ------------- | ---------------- | ----------------- | ---------------- | -------- | --------------------------------------------- | --------- | ------------------------- | --- |
| Viertelfinale | 28. Februar 2012 | Kickers Offenbach | 3. Liga          | Auswärts | Sparda-Bank-Hessen-Stadion, Offenbach am Main | 5.243     | 8:7 n. E. (0:0, 0:0, 0:0) | Elfmeterschießen: 1:0 Testroet, 1:1 Gaebler, 2:1 Feldhahn, 2:2 Wölk, 2:3 Steegmann, 3:3 Mehić, 3:4 Heil, 4:4 Vogler, 4:5 Beisel, 5:5 Stadel, 5:6 Kopilas, 6:6 Schwarz, 6:7 Brighache, 7:7 Kleineheismann, 8:7 Cincotta |

### Testspiele
Diese Tabelle führt die ausgetragenen Testspiele des Vereins in der Saison 2011/12 auf.
| Datum              | Gegner                                   | Liga des Gegners             | Platz    | Ort                                         | Zuschauer | Ergebnis   | Tore |
| ------------------ | ---------------------------------------- | ---------------------------- | -------- | ------------------------------------------- | --------- | ---------- | --- |
| 24. Juni 2011      | Philippinische Fußballnationalmannschaft | —                            | Neutral  | Waldsportpark, Darmstadt                    | 1.500     | 5:0 (4:0)  | 1:0 Steegmann (8.), 2:0 Heil (12.), 3:0 Onwuzuruike (14.), 4:0 Brüdigam (24.), 5:0 C. Hübner (60.) |
| 28. Juni 2011      | 1. FSV Mainz 05                          | 1. Bundesliga                | Heim     | Stadion am Böllenfalltor, Darmstadt         | 2.000     | 4:1 (2:1)  | 1:0 Steegmann (7., Elfmeter), 1:1 Spahiu (13.), 2:1 Ratei (23.), 3:1 Heil (66.), 4:1 C. Hübner (88.) |
| 2. Juli 2011       | 1. FCA Darmstadt                         | Hessenliga (V.)              | Neutral  | Sportpark Ziegelbusch, Darmstadt            | 500       | 0:2 (0:1)  | 0:1 İslamoğlu (28.), 0:2 Heil (83.) |
| 3. Juli 2011       | FC Alemannia Groß-Rohrheim               | Kreisliga A Bergstraße (IX.) | Auswärts | Sportanlage Fohlenweide, Groß-Rohrheim      | 400       | 0:16 (0:9) | 0:1 Baier (1.), 0:2 Heil (4.), 0:3 Heil (22.), 0:4 Bilgin (32.), 0:5 Baier (33.), 0:6 Baier (37.), 0:7 C. Hübner (38.), 0:8 Bilgin (41.), 0:9 Grüter (44.), 0:10 Latza (67.), 0:11 Ratei (74.), 0:12 Amstätter (78., Elfmeter), 0:13 Zimmerman (81.), 0:14 Gaebler (82.), 0:15 Latza (87.), 0:16 Onwuzuruike (89.) |
| 9. Juli 2011       | Grün-Weiß Darmstadt                      | Kreisliga A Darmstadt (IX.)  | Auswärts | Sportplatz Waldkolonie, Darmstadt           | 300       | 0:11 (0:5) | 0:1 Toch (10.), 0:2 Amstätter (11., Elfmeter), 0:3 Steegmann (23.), 0:4 Brüdigam (41.), 0:5 Baier (42.), 0:6 R. Hübner (56.), 0:7 Onwuzuruike (61.), 0:8 Latza (73.), 0:9 R. Hübner (79.), 0:10 Zimmerman (83.), 0:11 Mladenovic (88.)                                                                             |
| 10. Juli 2011      | FC Bayern Alzenau                        | Regionalliga Süd (IV.)       | Auswärts | Städtisches Stadion am Prischoß, Alzenau    | 500       | 0:3 (0:1)  | 0:1 Heil (24.), 0:2 Zimmerman (61.), 0:3 R. Hübner (74.) |
| 16. Juli 2011      | 1. FSV Mainz 05 II                       | Regionalliga West (IV.)      | Neutral  | Sportplatz Gerbstedterstraße, Harxheim      | 300       | 2:3 (1:3)  | 0:1 Zimmerman (3.), 1:1 Parker (8.), 1:2 R. Hübner (19.), 1:3 Hesse (43.), 2:3 Durm (63.) |
| 17. Juli 2011      | SC Opel Rüsselsheim                      | Kreisliga A Groß-Gerau (IX.) | Auswärts | Stadion am Sommerdamm, Rüsselsheim          | 250       | 1:6 (1:4)  | 0:1 Toch (14.), 0:2 R. Hübner (16.), 0:3 Tezkac (20., Eigentor), 1:3 Hommel (38.), 1:4 Baier (43., Elfmeter), 1:5 Zimmerman (66.), 1:6 Zimmerman (74.) |
| 27. Juli 2011      | VfR Fehlheim                             | Gruppenliga Darmstadt (VII.) | Auswärts | Sportanlage Hofgartenstraße, Fehlheim       | 350       | 0:9 (0:7)  | 0:1 R. Hübner (17.), 0:2 Toch (23.), 0:3 C. Hübner (25.), 0:4 R. Hübner (25.), 0:5 R. Hübner (36.), 0:6 Toch (37.), 0:7 Gaebler (45., Elfmeter), 0:8 Steegmann (56.), 0:9 C. Hübner (60.) |
| 30. Juli 2011      | Borussia Dortmund II                     | Regionalliga West (IV.)      | Heim     | Stadion am Böllenfalltor, Darmstadt         | 800       | 1:0 (1:0)  | 1:0 Tatara (33.) |
| 2. September 2011  | SC Paderborn 07                          | 2. Bundesliga                | Auswärts | Sportzentrum Breite Bruch, Marienloh        | 300       | 1:1 (0:1)  | 0:1 R. Hübner (14.), 1:1 Taylor (77.) |
| 20. September 2011 | SG Eiche Darmstadt                       | Kreisliga B Darmstadt (X.)   | Auswärts | Sportgelände Heimstättensiedlung, Darmstadt | 150       | 0:14 (0:5) | 0:1 Broghammer (9.), 0:2 Zimmerman (17.), 0:3 Imbongo (21.), 0:4 Broghammer (35.), 0:5 Zimmerman (39.), 0:6 Ratei (51.), 0:7 Ratei (55.), 0:8 Ratei (64.), 0:9 Bilgin (68.), 0:10 Onwuzuruike (74.), 0:11 Imbongo (76.), 0:12 Heckenberger (78.), 0:13 Latza (80.), 0:14 Broghammer (90.)                          |
| 9. November 2011   | 1. FC Kaiserslautern II                  | Regionalliga West (IV.)      | Heim     | Stadion am Böllenfalltor, Darmstadt         | 250       | 3:2 (1:0)  | 1:0 C. Hübner (39.), 1:1 Modica (51.), 2:1 C. Hübner (65.), 2:2 Bošković (73.), 3:2 Onwuzuruike (81.) |
| 11. November 2011  | VfB Stuttgart                            | 1. Bundesliga                | Auswärts | Robert-Schlienz-Stadion, Bad Cannstatt      | 100       | 0:0 (0:0)  | — |
| 10. Januar 2012    | Borussia Mönchengladbach                 | 1. Bundesliga                | Neutral  | Sportplatz Belek                            | 300       | 2:3 (1:0)  | 1:0 Steegmann (45., Elfmeter), 2:0 Baier (50.), 2:1 Ring (55.), 2:2 Dante (79., Elfmeter), 2:3 Ciğerci (85.) |
| 13. Januar 2012    | Borussia Dortmund II                     | Regionalliga West (IV.)      | Neutral  | Sportplatz Belek                            | 150       | 1:1 (0:0)  | 0:1 Boyd (56.), 1:1 Zimmerman (83.) |
| 31. Januar 2012    | Karlsruher SC                            | 2. Bundesliga                | Neutral  | Stadion in Stutensee-Friedrichstal          | 300       | 2:5 (0:3)  | 0:1 Zimmerman (6.), 0:2 Zimmerman (9.), 0:3 Zimmerman (39.), 1:3 Zoller (48.), 1:4 Brüdigam (54.), 2:4 Krebs (63.), 2:5 Onwuzuruike (87.) |
| 11. Februar 2012   | Eintracht Trier                          | Regionalliga West (IV.)      | Heim     | HEAG-Stadion, Darmstadt                     | 200       | 0:2 (0:1)  | 0:1 Kraus (28.), 0:2 Kraus (70.) |

## Saisonverlauf
| Spieltag | 1  | 2  | 3  | 4  | 5 | 6  | 7  | 8  | 9  | 10 | 11 | 12 | 13 | 14 | 15 | 16 | 17 | 18 | 19 | 20 | 21 | 22 | 23 | 24 | 25 | 26 | 27 | 28 | 29 | 30 | 31 | 32 | 33 | 34 | 35 | 36 | 37 | 38 |
| -------- | -- | -- | -- | -- | - | -- | -- | -- | -- | -- | -- | -- | -- | -- | -- | -- | -- | -- | -- | -- | -- | -- | -- | -- | -- | -- | -- | -- | -- | -- | -- | -- | -- | -- | -- | -- | -- | -- |
| Spielort | H  | A  | A  | H  | A | H  | A  | H  | A  | H  | A  | H  | A  | H  | A  | H  | A  | H  | A  | H  | A  | H  | A  | H  | A  | H  | A  | H  | A  | H  | A  | H  | A  | H  | A  | H  | A  | H  |
| Resultat | N  | U  | N  | S  | S | U  | N  | N  | N  | S  | N  | U  | N  | S  | U  | S  | U  | S  | U  | N  | N  | S  | N  | N  | N  | U  | U  | S  | S  | S  | U  | U  | U  | U  | N  | S  | S  | U  |
| Platz    | 18 | 18 | 19 | 13 | 8 | 11 | 13 | 16 | 16 | 16 | 16 | 16 | 16 | 15 | 16 | 15 | 15 | 13 | 14 | 15 | 17 | 15 | 16 | 17 | 17 | 17 | 17 | 16 | 15 | 12 | 12 | 12 | 13 | 13 | 14 | 14 | 12 | 14 |

Legende: Spielort: H = Heim; A = Auswärts. Resultat: S = Sieg; U = Unentschieden; N = Niederlage

## Abschlusstabelle

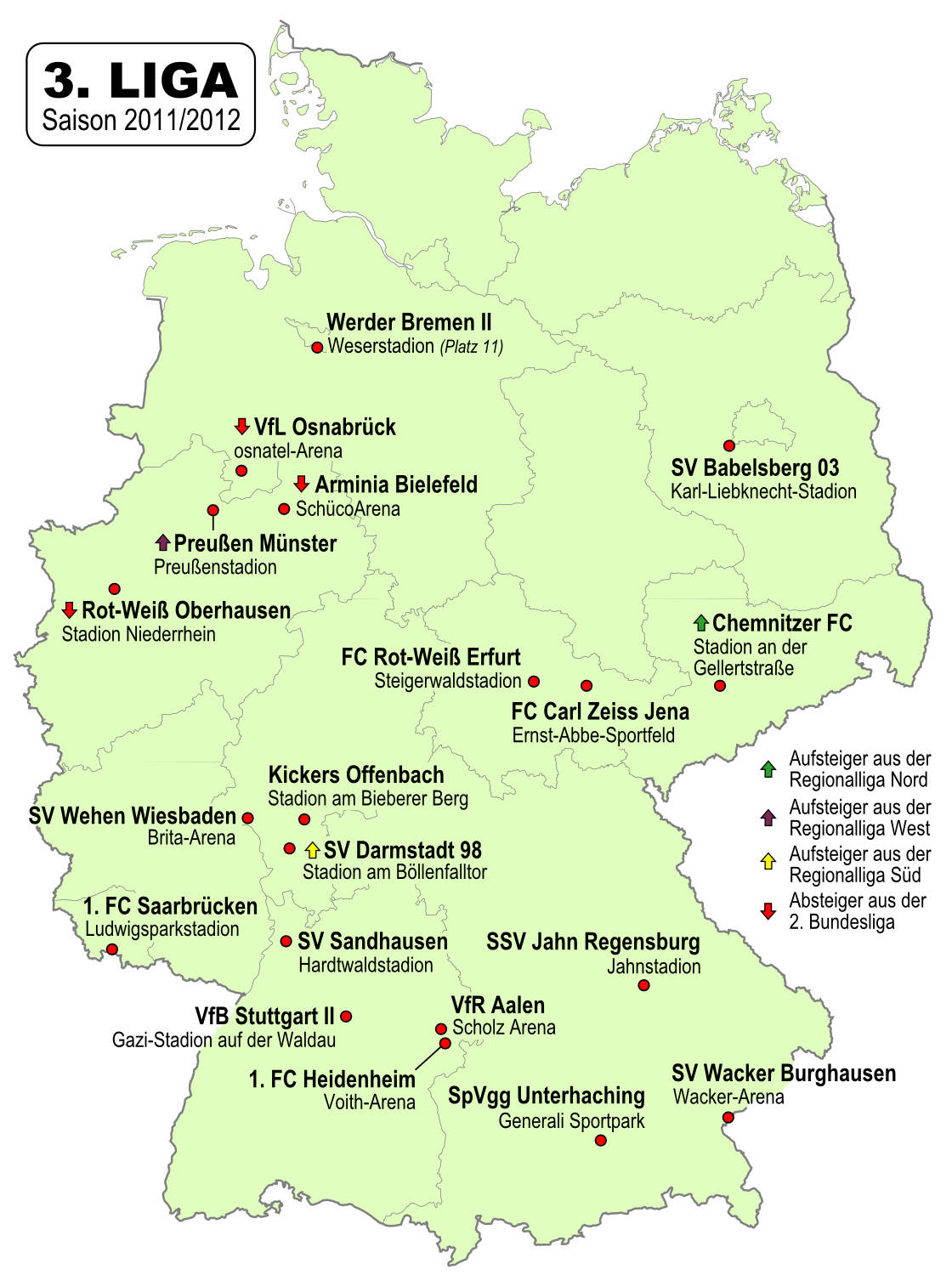
Vereine der 3. Liga, Saison 2011/12 im Überblick

| Pl. | Verein                  | Sp. | S  | U  | N  | Tore    | Diff. | Punkte | Anm.     |
| --- | ----------------------- | --- | -- | -- | -- | ------- | ----- | ------ | -------- |
| 1.  | SV Sandhausen           | 38  | 19 | 9  | 10 | 057:420 | +15   | 66     | ▲ / P    |
| 2.  | VfR Aalen               | 38  | 18 | 10 | 10 | 050:420 | +8    | 64     | ▲ / P    |
| 3.  | SSV Jahn Regensburg     | 38  | 16 | 13 | 9  | 055:410 | +14   | 61     | ( ▲) / P |
| 4.  | 1. FC Heidenheim        | 38  | 16 | 12 | 10 | 048:360 | +12   | 60     | P        |
| 5.  | FC Rot-Weiß Erfurt      | 38  | 15 | 14 | 9  | 054:410 | +13   | 59     |          |
| 6.  | Wacker Burghausen       | 38  | 13 | 18 | 7  | 055:470 | +8    | 57     |          |
| 7.  | VfL Osnabrück (A)       | 38  | 14 | 13 | 11 | 046:350 | +11   | 55     |          |
| 8.  | Kickers Offenbach       | 38  | 15 | 10 | 13 | 049:410 | +8    | 55     |          |
| 9.  | Chemnitzer FC (N)       | 38  | 15 | 10 | 13 | 047:430 | +4    | 55     |          |
| 10. | 1. FC Saarbrücken       | 38  | 13 | 15 | 10 | 061:510 | +10   | 54     |          |
| 11. | VfB Stuttgart II U23    | 38  | 12 | 14 | 12 | 044:470 | −3    | 50     |          |
| 12. | Preußen Münster (N)     | 38  | 12 | 14 | 12 | 040:440 | −4    | 50     |          |
| 13. | Arminia Bielefeld (A)   | 38  | 12 | 14 | 12 | 051:570 | −6    | 50     |          |
| 14. | SV Darmstadt 98 (N)     | 38  | 12 | 13 | 13 | 051:470 | +4    | 49     |          |
| 15. | SpVgg Unterhaching      | 38  | 12 | 8  | 18 | 063:590 | +4    | 44     |          |
| 16. | SV Wehen Wiesbaden      | 38  | 10 | 14 | 14 | 040:480 | −8    | 44     |          |
| 17. | SV Babelsberg 03        | 38  | 11 | 11 | 16 | 044:590 | −15   | 44     |          |
| 18. | FC Carl Zeiss Jena      | 38  | 9  | 12 | 17 | 039:590 | −20   | 39     | ▼        |
| 19. | Rot-Weiß Oberhausen (A) | 38  | 8  | 14 | 16 | 033:470 | −14   | 38     | ▼        |
| 20. | Werder Bremen II U23    | 38  | 4  | 10 | 24 | 029:700 | −41   | 22     | ▼        |

| Zum Saisonende 2010/11: |                                                                                             |
| (A)                     | Absteiger aus der 2. Fußball-Bundesliga 2010/11                                             |
| (N)                     | Neuzugang, Aufsteiger aus der Regionalligen 2010/11                                         |
| Zum Saisonende 2011/12: |                                                                                             |
| ▲                       | Aufstieg in die 2. Bundesliga 2012/13                                                       |
| ( ▲)                    | Teilnahme an den Relegationsspielen gegen den 16. der 2. Bundesliga 2011/12 (Karlsruher SC) |
| P                       | Teilnahme am DFB-Pokal 2012/13                                                              |
| ▼                       | Abstieg in die Regionalligen 2012/13                                                        |

## Zuschauerzahlen
Folgende Tabelle bietet einen Vergleich der Zuschauerzahlen der Heim- und Auswärtsspiele des SV Darmstadt 98 im Ligabetrieb dieser Saison. Die Vereine sind nach Austragungsreihenfolge der Heimspiele nach Spieltag sortiert.
| Gegner in Heimspielreihenfolge | Heimspiel | Auswärtsspiel | Austragungsort beim Auswärtsspiel               |
| ------------------------------ | --------- | ------------- | ----------------------------------------------- |
| 1. VfL Osnabrück               | 08.000    | 7.200         | Osnatel-Arena, Osnabrück                        |
| 2. Arminia Bielefeld           | 08.400    | 8.168         | SchücoArena, Bielefeld                          |
| 3. SSV Jahn Regensburg         | 08.200    | 2.104         | Jahnstadion, Regensburg                         |
| 4. Wacker Burghausen           | 05.800    | 2.600         | Wacker-Arena, Burghausen                        |
| 5. Preußen Münster             | 05.000    | 5.572         | Preußenstadion, Münster                         |
| 6. Kickers Offenbach           | 15.000    | 8.870         | Sparda-Bank-Hessen-Stadion, Offenbach am Main   |
| 7. Chemnitzer FC               | 05.800    | 8.300         | Stadion an der Gellertstraße, Chemnitz          |
| 8. FC Carl Zeiss Jena          | 06.100    | 4.547         | Ernst-Abbe-Sportfeld, Jena                      |
| 9. Werder Bremen II            | 04.500    | 0427          | Weserstadion Platz 11, Bremen                   |
| 10. VfR Aalen                  | 04.000    | 4.053         | Scholz-Arena, Aalen                             |
| 11. SV Sandhausen              | 04.000    | 2.500         | Hardtwaldstadion, Sandhausen                    |
| 12. SV Wehen Wiesbaden         | 04.000    | 5.201         | Brita-Arena, Wiesbaden                          |
| 13. 1. FC Saarbrücken          | 06.000    | 5.296         | Ludwigsparkstadion, Saarbrücken                 |
| 14. 1. FC Heidenheim           | 06.000    | 6.200         | Voith-Arena, Heidenheim an der Brenz            |
| 15. FC Rot-Weiß Erfurt         | 06.300    | 4.978         | Steigerwaldstadion, Erfurt                      |
| 16. SpVgg Unterhaching         | 04.500    | 1.500         | Generali-Sportpark, Unterhaching                |
| 17. Rot-Weiß Oberhausen        | 04.300    | 4.120         | Stadion Niederrhein, Oberhausen                 |
| 18. SV Babelsberg 03           | 05.600    | 2.033         | Karl-Liebknecht-Stadion, Babelsberg             |
| 19. VfB Stuttgart II           | 04.400    | 0800          | Gazi-Stadion auf der Waldau, Stuttgart          |
| Im Schnitt:                    | 6.100     | 4.445         | Heimspiele: Stadion am Böllenfalltor, Darmstadt |